# Whut? Thee Album
Whut? Thee Album – debiutancki album pochodzącego z New Jersey rapera Redmana. Po dobrym starcie z grupą EPMD Erick Sermon postanowił pomóc Redmanowi w promocji jego albumu, w czym brał udział sam zainteresowany. Płyta przyniosła młodemu artyście szacunek i poważanie w świecie hip-hopu oraz nagrodę, rapera roku '93. Mimo tego album zajął jedynie #49 miejsce na liście Billboard 200. Płyta ta została także wybrana do The Source Magazine's 100 Best Rap Albums w 1998 roku.

## Lista utworów
| #  | Tytuł                       | Autorzy tekstów | Producent/ci                            | Wykonawca/y          |
| -- | --------------------------- | --- | --------------------------------------- | -------------------- |
| 1  | „Psycho Ward”               | R. Noble | Reggie Noble                            | *Interlude*          |
| 2  | „Time 4 Sum Aksion”         | R. Noble, L. Muggerud, L. Fulsom, J. McCracklin, R. Troutman, L. Troutman                                                                        | Erick Sermon, Reggie Noble              | Redman               |
| 3  | „Da Funk”                   | R. Noble, G. Clinton Jr., B. Collins, B. Worrell                                                                                                 | Erick Sermon, Reggie Noble              | Redman               |
| 4  | „News Break”                | R. Noble | Reggie Noble                            | *Interlude*          |
| 5  | „So Ruff”                   | R. Noble, R. Bell, C. Smith, R. Mickens, D. Boyce, R. Westfield, D. Thomas, R. Bell, G. Brown, G. Clinton Jr., B. Collins, B. Worrell, G. Shider | Erick Sermon, Reggie Noble              | Redman               |
| 6  | „Rated 'R'”                 | R. Noble, J. Brown | Erick Sermon, Reggie Noble              | Redman               |
| 7  | „Watch Yo Nuggets”          | R. Noble, E. Sermon, G. Clinton Jr., D. Spradley, G. Shider                                                                                      | Erick Sermon, Reggie Noble              | Erick Sermon, Redman |
| 8  | „Psycho Dub”                | R. Noble | Reggie Noble                            | *Interlude*          |
| 9  | „Jam 4 U”                   | R. Noble, T. Riley, T. Gatling, G. Griffin, A. Hall                                                                                              | Erick Sermon, Reggie Noble              | Redman               |
| 10 | „Blow Your Mind”            | R. Noble, G. Clinton Jr., J. Vitti, J.S. Theracon, R. Troutman, L. Troutman, R. Calhoun                                                          | Erick Sermon, Reggie Noble              | Redman               |
| 11 | „Hardcore”                  | E. Sermon, P. Smith | Erick Sermon, Parrish Smith, Mr. Bozack | Redman               |
| 12 | „Funky Uncles”              | R. Noble | Reggie Noble                            | *Interlude*          |
| 13 | „Redman Meets Reggie Noble” | R. Noble | Reggie Noble                            | Redman               |
| 14 | „Tonight’s Da Night”        | R. Noble, J. Stone, R. James | Erick Sermon, Reggie Noble              | Redman, Hurricane G. |
| 15 | „Blow Your Mind [Remix]”    | R. Noble, G. Clinton Jr., J. Vitti, J.S. Theracon, R. Troutman, L. Troutman                                                                      | Reggie Noble                            | Redman               |
| 16 | „I’m A Bad”                 | R. Noble | Erick Sermon, Reggie Noble              | Redman               |
| 17 | „Sessed One Night”          | R. Noble | Reggie Noble                            | *Interlude*          |
| 18 | „How To Roll A Blunt”       | R. Noble, K.M. Burke, A. Felder, N.J. Wright | Pete Rock, Reggie Noble                 | Redman               |
| 19 | „Sooper Luver Interview”    | R. Noble | Reggie Noble                            | *Interlude*          |
| 20 | „A Day Of Sooperman Lover”  | R. Noble, J. Brown, F. Wesley, J. Starks, J. Watson                                                                                              | Erick Sermon, Reggie Noble              | Redman               |
| 21 | „Encore”                    | | Reggie Noble                            | *Interlude*          |

## Sample
| Time 4 Sum Aksion - „How I Could Just Kill a Man” – Cypress Hill - „Get Up & Get Down” – The Dramatics - „Tramp” – Lowell Fulson - „Sing a Simple Song” – Sly and the Family Stone - „Playin' Kinda Ruff” – Zapp - „Mama Said Knock You Out” – LL Cool J Da Funk - „Handclapping Song” – The Meters - „The Champ” – The Mohawks - „P-Funk (Wants to Get Funked Up)” – Parliament - „Bop Gun” – Parliament So Ruff - „Jungle Boogie” – Kool & The Gang - „Bop Gun” – Parliament - „Flash Light” – Parliament - „Sing a Simple Song” – Sly and the Family Stone - „More Bounce to the Ounce” – Zapp Rated R - „Funky Drummer” – James Brown - „Soul Power '74” – Maceo & the Macks - „Kissin' My Love” – Bill Withers - „Lyrics of Fury” – Eric B. & Rakim - „Straight Outta Compton” – N.W.A Watch Yo Nuggets - „Atomic Dog” – George Clinton - „UFO” – ESG - „It's a New Day” – Skull Snaps Jam 4 U - „Synthetic Substitution” – Melvin Bliss - „Get Up (I Feel Like Being A) Sex Machine” – James Brown - „Teddy's Jam” – Guy - „Jungle Boogie” – Kool & The Gang - „Square Biz” – Teena Marie - „I’m Mad” – EPMD | „Blow Your Mind” - „The Payback (Intro)” – James Brown - „The Show” – Doug E. Fresh and Slick Rick - „Outstanding” – The Gap Band - „The Big Bang Theory” – Parliament - „Theme from the Black Hole” – Parliament - „Sing a Simple Song” – Sly and the Family Stone - „Dance Floor” – Zapp - „I Can Make You Dance” – Zapp - „Computer Love” – Zapp Redman Meets Reggie Noble - „Blind Alley” – Emotions - „Uphill Peace of Mind” – Kid Dynamite - „Hector” – Village Callers Tonight’s Da Night - „The Payback” – James Brown - „A Few More Kisses to Go” – Isaac Hayes - „All Night Long” – Mary Jane Girls - „Tonight’s The Night” – Raydio I’m A Bad - „Synthetic Substitution” – Melvin Bliss How To Roll A Blunt - „Risin' to the Top” – Keni Burke - „Automobile” – N.W.A A Day Of Sooperman Lover - „The Payback” – James Brown - „Superman Lover” – Johnny „Guitar” Watson |